# Manfrinópolis
Manfrinópolis är en kommun i Brasilien.   Den ligger i delstaten Paraná, i den södra delen av landet, 1 300 km sydväst om huvudstaden Brasília. Antalet invånare är 3 127.
I omgivningarna runt Manfrinópolis växer huvudsakligen savannskog. Runt Manfrinópolis är det ganska glesbefolkat, med 34 invånare per kvadratkilometer.